# Skamander
Skamander war eine Dichtergruppe, die 1918 gegründet wurde und sich 1929 auflöste. Der Name stammt von dem Fluss, an dem das antike Troja lag. Die Gruppe entstand im Zusammenhang mit einer gleichnamigen Zeitschrift, die 1920–28 und 1935–39 erschien. Sie grenzte sich vom Jungen Polen ab. Mit einer auf Breitenwirkung und Verständlichkeit abzielenden Literatur setzten sie sich für den Gebrauch der alltäglichen Sprache und alltäglicher Themen in der Poesie ein, verkündete aber ansonsten ein „Programm der Programmlosigkeit“.
Mitglieder der Gruppe und Autoren, die mit ihr in Verbindung standen, waren u. a. Jarosław Iwaszkiewicz, Antoni Słonimski, Julian Tuwim, Jan Lechoń, Kazimierz Wierzyński, Kazimiera Iłłakowiczówna, Maria Pawlikowska-Jasnorzewska, Jerzy Liebert und Józef Wittlin.

## Hauptmerkmale
Skamander war ein Zusammenschluss befreundeter Autoren, die ohne ausdrückliches Programm gemeinsame dichterische Interessen verfolgten. Im Vordergrund standen immer die literarische Arbeit, das jeweilige Werk. Dabei schätzten sie besonders das Verbotene und Verpönte. Da alle Mitglieder bereits auf Erfolge zurückblicken konnten, ging es der Gruppe nicht so sehr um Förderung unerfahrener Autoren. Die Gruppe sah sich als ein Ergebnis einer veränderten gesellschaftlichen Situation und wollte ein Bewusstsein für Veränderungsprozesse schaffen, nicht aber revolutionär sein. Der bekannte Literaturkritiker Karol Irzykowski sagte über die Gruppe, sie habe ein „Programm ohne Programm“ und bestehe aus „Poeten ohne eine poetische Idee“.

Als eine Abgrenzung zum Jungen Polen reagierte Skamander auf eine Leerstelle, als eine Antwort auf ein gesellschaftliches Bedürfnis. Die „Literarischen Nachrichten“ (poln. „Wiadomości Literackie“), die in Warschau von 1924 bis 1939 herausgegeben wurden, dienten als Vorbild. 

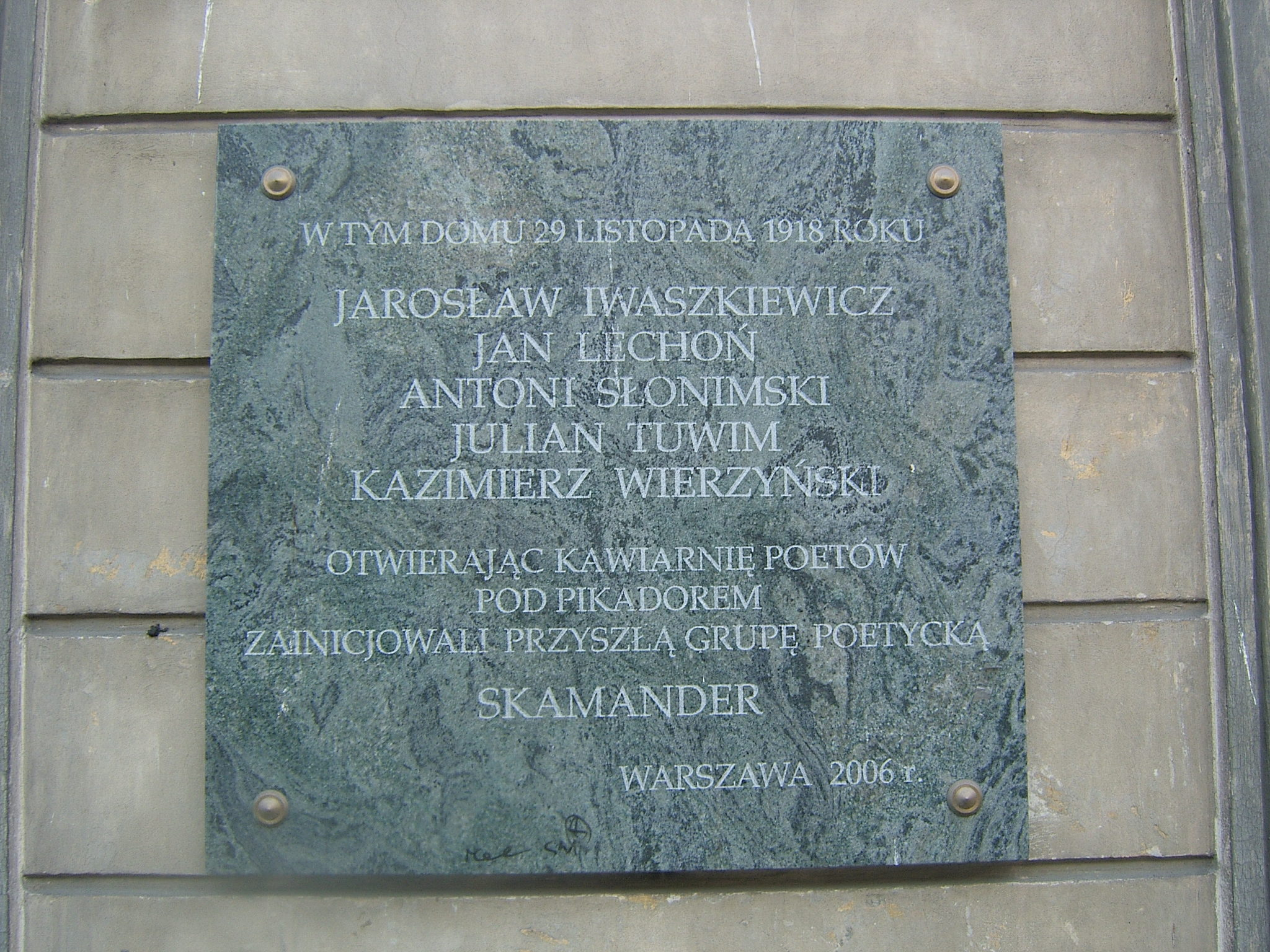
Erinnerungstafel an der Ulica Nowy Świat Nr. 57 in Warschau

## Grundlegende Prinzipien
- Poesie mit Gegenwart und Alltagssituationen verbinden
- Verwendung von Umgangssprache, Dialekt, Humor, Satire, Ironie
- individuelle Entwicklungen und Talente weiterentwickeln
- Lob des Lebens, Philosophie
- soziale und wirtschaftliche Aktivität, Künstler nehmen aktiv am Leben teil
- Helden/Protagonisten als einfache Menschen
- Dichtung mit dem politischen Leben verbinden
- Treffen an öffentlichen Plätzen, wie etwa Cafés („Pod Picadorem“)